# Fungia echaensis
Espèce
Fungia echaensis est une espèce de coraux de la famille des Fungiidae.